# Tito Manlio Bettini
Tito Manlio Bettini (Padova, 15 ottobre 1908 – Firenze, 4 settembre 1986) è stato un veterinario italiano.

## Studi e professione
Nato a Padova nel 1908, si laureò in Scienze agrarie nel 1931 presso l'Università di Firenze dove fu allievo di Renzo Giuliani, considerato il fondatore della zootecnia moderna in Italia. Dopo la laurea intraprese fin da subito la carriera accademica presso lo stesso ateneo fiorentino, in qualità di assistente presso la cattedra di Zootecnia della facoltà di Agraria, per poi diventare docente nella stessa Facoltà. Nel 1940 si laureò in Medicina veterinaria presso l'Università di Camerino.
Insegnò presso la Facoltà di Medicina veterinaria dell'Università di Sassari, ma poi fu assunto come responsabile zootecnico presso l'Istituto agronomico per l'oltremare di Firenze. Successivamente, risultò vincitore di cattedra presso la Facoltà di Veterinaria dell’Università di Camerino. Negli anni Cinquanta andò negli Stati Uniti in qualità di “ricercatore ospite” di Jay Laurence Lush, i cui studi avevano rivoluzionato fin dagli anni Trenta i concetti di miglioramento genetico, consentendo il passaggio dalla genetica “mendeliana" alla genetica a “variazione continua”.
Il 1955 è un anno fondamentale nella vita e nell'opera di Bettini. In quell'anno passò ad insegnare a Portici, presso la Facoltà di Agraria dell'Università di Napoli, dove oltre alla Cattedra di Zootecnica generale gli venne affidata anche la direzione dell’Istituto di Zootecnia. Nello stesso anno pubblicò presso l'editore Barbèra di Firenze il volume Il miglioramento degli animali : problemi e metodi che costituì una innovazione delle tecniche per l’allevamento zootecnico.
A Portici Bettini tenne la cattedra e la direzione dell'Istituto (che dal 1962 prese il nome di Istituto di Produzione animale) fino al 1978. In questi anni grazie ad un progressivo incremento della dotazione sia del personale tecnico e docente, sia delle strumentazioni scientifiche e dei laboratori a disposizione, furono sviluppate ricerche innovative nei diversi settori delle produzioni animali. 
Nel 1962, fondò la rivista «Produzione Animale».
Ricoprì importanti incarichi e fu membro di prestigiosi enti: Comitato nazionale di consulenza per le scienze agrarie del CNR,  Comitato tecnico scientifico dell'Assalzoo, Comitato scientifico della Cassa per il Mezzogiorno. Produsse circa 300 contributi scientifici su vari aspetti della zootecnica; particolare rilievo hanno avuto i suoi studi sulla genetica applicata al miglioramento degli animali in produzione zootecnica.
Suo successore alla cattedra di Zootecnia speciale della Facoltà di Agraria dell'Università di Napoli l'allievo Donato Matassino.

## Riconoscimenti
Nel 1977 fu insignito della Medaglia d'oro per i benemeriti della Scuola, della Cultura e dell'arte.
Nel 1985 fu nominato Professore emerito dell'Università di Napoli.
A Bettini sono stati intitolati sia il Museo anatomo-zootecnico presente nel Dipartimento di Agraria dell'Università di Napoli che fa parte del Centro museale della Reggia di Portici, che la Biblioteca dell'Istituto per il sistema produzione animale in ambiente Mediterraneo (ISPAAM) del CNR.

## Opere
- La zootecnia nel Sud Africa, Firenze, Istituto agricolo coloniale italiano, 1938, SBN PUV0360240.
- Elementi di zoognostica, Torino, Sei, 1950, SBN CUB0099744.
- Il miglioramento degli animali : problemi e metodi, Firenze, G. Barbera, 1955, SBN PUV0253349.
- Presupposti climatologici, fisiologici e genetici dell'allevamento degli animali domestici ai tropici, Firenze, Istituto agronomico per l'oltremare, 1965, SBN SBL0284946.
- La selezione zootecnica, Portici, Produzione animale, 1965, SBN MIL0092417.
- Elementi di demografia zootecnica, Portici, Produzione animale, 1968, SBN MIL0110719.
- Trattato di scienza e tecnica delle produzioni animali, [poi Telesforo Bonadonna et al...], Torino, Utet, SBN SBL0057726.
- Tecnologia dell'allevamento bovino e suina nella produzione della carne, Roma, Cassa per il Mezzogiorno, 1976, SBN UBO2236343.
- Elementi di scienza delle produzioni animali : l'animale e l'uomo, i meccanismi biologici delle funzioni produttive, demografia zootecnica e miglioramento genetico degli animali, Bologna, Edagricole, 1988, ISBN 88-206-2163-0, SBN CFI0077897.